# جونينيو برنامبوكانو
أنطونيو أوغوستو ريبيرو ريس جونيور ((بالبرتغالية: Antônio Augusto Ribeiro Reis Júnior‏)؛ مواليد 30 يناير 1975 في ريسيفي) الشهير باسم جونينيو أو جونينيو برنامبوكانو لاعب كرة قدم برازيلي معتزل كان يلعب في مركز الوسط الهجومي. شارك مع منتخب البرازيل في 44 مباراة دولية مسجلاً 7 أهداف واعتزل اللعب الدولي بعد نهاية كأس العالم 2006. يعتبر من أفضل اللاعبين المنفذين للركلات الثابتة على مستوى العالم.

## المسيرة الرياضية
بعد مرور فترة طويلة من الخضوع للاختبارات واللعب داخل الصالات بدأ جونينيو مسيرته الرياضية في سنة 1993 بالانضمام إلى نادي ريسيفي. في سنة 1994 ساهم في تحقيق بطولتين محليتين وهما كامبيوناتو برنامبوكانو وكأس نورديستي. شارك في تحقيق نتيجة فوز كبيرة على فريق ساو باولو الذي كان يقوده المدرب الكبير تيلي سانتانا والذي توج قبل فترة وجيزة ببطولة كأس العالم للأندية 5-2. في سنة 1994 قرر الرحيل عن نادي ريسيفي الذي عشقه منذ طفولته حيث ما زال يحتفظ بذكريات تتويج الفريق ببطولة دوري الدرجة الأولى سنة 1987.
انتقل إلى نادي فاسكو دا غاما وحقق مع عدة بطولات بما فيها بطولة دوري الدرجة الأولى مرتين سنتي 1997 و2000، كأس ليبرتادوريس سنة 1998 وكأس ميركوسور سنة 2000. أما على المستوى الشخصي فقد حصل على جائزة الكرة الفضية كثاني أفضل لاعب وسط داخل البرازيل سنة 2000. في ذلك الوقت عاصر في فريق فاسكو دا غاما كبار نجوم اللعبة آنذاك أمثال روماريو، إدموندو، جونينيو باوليستا، فيليبي، وبيدرينهو. شارك للمرة الأولى مع منتخب البرازيل في 1999.
في 7 سبتمبر 1999 أصبح جونينيو أول لاعب كرة قدم يشارك في مباراتين دوليتين في بلدين مختلفين في نفس اليوم. أولا شارك في الدقيقة 75 من الشوط الثاني من مباراة منتخب البرازيل ومنتخب الأرجنتينالتي أقيمت في بورتو أليغري والتي انتهت بفوز منتخب البرازيل 4/2 ثم سافر عن طريق الطائرة نحو عاصمة الأوروغواي مونتيفيديو حيث شارك في الشوط الثاني من مباراة فريقه فاسكو دا غاما في بطولة كأس ميركوسور أمام فريق ناسيونال.
بسبب قيادته للفريق إلى إحراز عدة ألقاب مهمة فقد دخل قلوب جميع المشجعين وأجمعوا على إطلاق لقب (الملك الصغير لساو خانواريو) وهو اسم ملعب النادي عليه.
في سنة 2001 قرر جونينيو السفر إلى أوروبا من أجل تجربة الاحتراف الأوروبي وانضم إلى نادي ليون الذي لم يسبق له الفوز ببطولة دوري الدرجة الأولى مطلقا ولكن بعد وصوله استطاع قيادة الفريق لتحقيق لقب البطولة لسبع مواسم متتالية كما أنه حسن من مهارة تنفيذ الركلات الثابتة وأصبح متخصصا بها.
في 18 يونيو 2009 وبعد انتهاء العقد الذي يربطه بنادي ليون وافق جونينيو على التوقيع لصالح نادي الغرافة حيث يمتد العقد لمدة موسمين ومن دون الكشف عن قيمة الانتقال المالية ولكنه بعد انتهاء عقده مع نادى الغرافة عاد إلى النادي الذي إنتقل منه إلى مسيرته الإحترافيه مع نادي ليون الفرنسي.
شارك جونينيو مع منتخب البرازيل في نهائيات كأس العالم 2006 ولكن بعد تعرضه للخسارة في الدور الربع النهائي من منتخب فرنسا فقد قرر الاعتزال الدولي من أجل منح الفرصة للاعبي الموهوبين الصغار في السن لإبراز قدراتهم وبناء منتخب قوي قادر على تحقيق لقب كأس العالم 2010. تم ترشيح جونينيو عدة مرات لجائزة أفضل لاعب في العالم لكرة القدم وجائزة الكرة الذهبية المقدمة من مجلة كرة قدم فرنسا الفرنسية ولكنه لم يحقق أي منها.

## روابط خارجية
- جونينيو برنامبوكانو على موقع الاتحاد الدولي (مؤرشف)  (الإنجليزية)
- جونينيو برنامبوكانو على موقع الاتحاد الأوربي (الإنجليزية)
- جونينيو برنامبوكانو على موقع رابطة كرة القدم الفرنسية للمحترفين (الإنجليزية)
- جونينيو برنامبوكانو على موقع الدوري الأمريكي (الإنجليزية)
- جونينيو برنامبوكانو على موقع قاعدة بيانات كرة القدم.إي يو (الإنجليزية)
- جونينيو برنامبوكانو على موقع بيانات كرة القدم. دي إي (الألمانية)
- جونينيو برنامبوكانو على موقع ليكيب (الفرنسية)
- جونينيو برنامبوكانو على موقع ناشيونال فوتبول تيمز (الإنجليزية)
- جونينيو برنامبوكانو على موقع Soccerbase.com (لاعب) (الإنجليزية)
- جونينيو برنامبوكانو على موقع Soccerway.com (الإنجليزية)